# Mistrzostwa Świata Juniorów w Narciarstwie Alpejskim 1996
15. Mistrzostwa świata juniorów w narciarstwie alpejskim odbyły się w dniach 27 lutego - 3 marca 1996 r. w szwajcarskim mieście Schwyz w kantonie Schwyz. Rozegrano po 5 konkurencji dla kobiet i mężczyzn. W klasyfikacji medalowej triumfowała reprezentacja Austrii, której zawodnicy zdobyli także najwięcej medali, jedenaście, w tym 5 złotych, 3 srebrne i 3 brązowe. 

## Wyniki
| Pozycja | Zawodnik         | Narodowość | Czas    |
| ------- | ---------------- | ---------- | ------- |
|         | Ambrosi Hoffmann | Szwajcaria | 1:31,08 |
|         | Daniel Dorigo    | Włochy     | 1:31,77 |
|         | Claudio Dietrich | Austria    | 1:31,97 |
| 4.      | Didier Défago    | Szwajcaria | 1:32,19 |
| 5.      | Robin Marullaz   | Francja    | 1:32,31 |
| 6.      | Claude Crétier   | Francja    | 1:32,54 |

| Pozycja | Zawodniczka       | Narodowość | Czas    |
| ------- | ----------------- | ---------- | ------- |
|         | Selina Heregger   | Austria    | 1:34,10 |
|         | Sylviane Berthod  | Szwajcaria | 1:34,35 |
|         | Eveline Rohregger | Austria    | 1:34,94 |
| 4.      | Veronika Thanner  | Austria    | 1:35,45 |
| 5.      | Kirsten Clark     | USA        | 1:35,50 |
| 6.      | Antonella Marquis | Włochy     | 1:35,54 |

| Pozycja | Zawodnik               | Narodowość | Czas    |
| ------- | ---------------------- | ---------- | ------- |
|         | Didier Défago          | Szwajcaria | 1:26,76 |
|         | Silvano Beltrametti    | Szwajcaria | 1:27,13 |
|         | Pierre-Emmanuel Dalcin | Francja    | 1:27,20 |
| 4.      | Robin Marullaz         | Francja    | 1:27,28 |
| 5.      | Daniel Dorigo          | Włochy     | 1:27,39 |
| 6.      | Joakim Schicht         | Norwegia   | 1:27,41 |

| Pozycja | Zawodniczka        | Narodowość | Czas    |
| ------- | ------------------ | ---------- | ------- |
|         | Sylviane Berthod   | Szwajcaria | 1:31,50 |
|         | Katarina Breznik   | Słowenia   | 1:32,71 |
|         | Elisabeth Brandner | Niemcy     | 1:32,84 |
| 4.      | Veronika Thanner   | Austria    | 1:32,89 |
| 5.      | Selina Heregger    | Austria    | 1:33,00 |
| 5.      | Jennifer Mickelson | Kanada     | 1:33,00 |

| Pozycja | Zawodnik           | Narodowość | Czas    |
| ------- | ------------------ | ---------- | ------- |
|         | Rainer Schönfelder | Austria    | 2:03,09 |
|         | Daniel Uznik       | Austria    | 2:03,75 |
|         | Didier Défago      | Szwajcaria | 2:04,56 |
| 4.      | Achim Poscharnik   | Austria    | 2:04,84 |
| 5.      | Ožbi Ošlak         | Słowenia   | 2:04,87 |
| 6.      | Martin Davik       | Norwegia   | 2:05,09 |

| Pozycja | Zawodniczka       | Narodowość | Czas    |
| ------- | ----------------- | ---------- | ------- |
|         | Karen Putzer      | Włochy     | 2:07,15 |
|         | Selina Heregger   | Austria    | 2:07,96 |
|         | Katarina Breznik  | Słowenia   | 2:09,98 |
| 4.      | Sabine Egger      | Austria    | 2:10,81 |
| 5.      | Sylviane Berthod  | Szwajcaria | 2:11,32 |
| 6.      | Antonella Marquis | Włochy     | 2:11,59 |

| Pozycja | Zawodnik           | Narodowość | Czas    |
| ------- | ------------------ | ---------- | ------- |
|         | Benjamin Raich     | Austria    | 1:31,71 |
|         | Rainer Schönfelder | Austria    | 1:32,38 |
|         | Brent McKinlay     | Kanada     | 1:32,49 |
| 4.      | Kalle Palander     | Finlandia  | 1:32,55 |
| 5.      | Kentarō Minagawa   | Japonia    | 1:32,77 |
| 6.      | Achim Poscharnik   | Austria    | 1:33,19 |

| Pozycja | Zawodniczka     | Narodowość | Czas    |
| ------- | --------------- | ---------- | ------- |
|         | Sandra Hälldahl | Szwecja    | 1:43,79 |
|         | Monika Bergmann | Niemcy     | 1:43,91 |
|         | Sabine Egger    | Austria    | 1:44,60 |
| 4.      | Karin Huttary   | Austria    | 1:45,55 |
| 5.      | Sarah Schleper  | USA        | 1:45,82 |
| 6.      | Linda Alpiger   | Szwajcaria | 1:46,33 |

| Pozycja | Zawodnik           | Narodowość | Punkty |
| ------- | ------------------ | ---------- | ------ |
|         | Rainer Schönfelder | Austria    | 36,03  |
|         | Didier Défago      | Szwajcaria | 37,49  |
|         | Kalle Palander     | Finlandia  | 73,10  |

| Pozycja | Zawodniczka      | Narodowość | Punkty |
| ------- | ---------------- | ---------- | ------ |
|         | Selina Heregger  | Austria    | 45,77  |
|         | Sylviane Berthod | Szwajcaria | 50,54  |
|         | Katarina Breznik | Słowenia   | 58,54  |

## Klasyfikacja medalowa
| Miejsce | Państwo    |   |   |   | złoto · srebro · brąz |
| ------- | ---------- | - | - | - | --------------------- |
| 1.      | Austria    | 5 | 3 | 3 | 11                    |
| 2.      | Szwajcaria | 3 | 4 | 1 | 8                     |
| 3.      | Włochy     | 1 | 1 | 0 | 2                     |
| 4.      | Szwecja    | 1 | 0 | 0 | 1                     |
| 5.      | Słowenia   | 0 | 1 | 2 | 3                     |
| 6.      | Niemcy     | 0 | 1 | 1 | 2                     |
| 7.      | Finlandia  | 0 | 0 | 1 | 1                     |
|         | Francja    | 0 | 0 | 1 | 1                     |
|         | Kanada     | 0 | 0 | 1 | 1                     |